# حمام زایمان

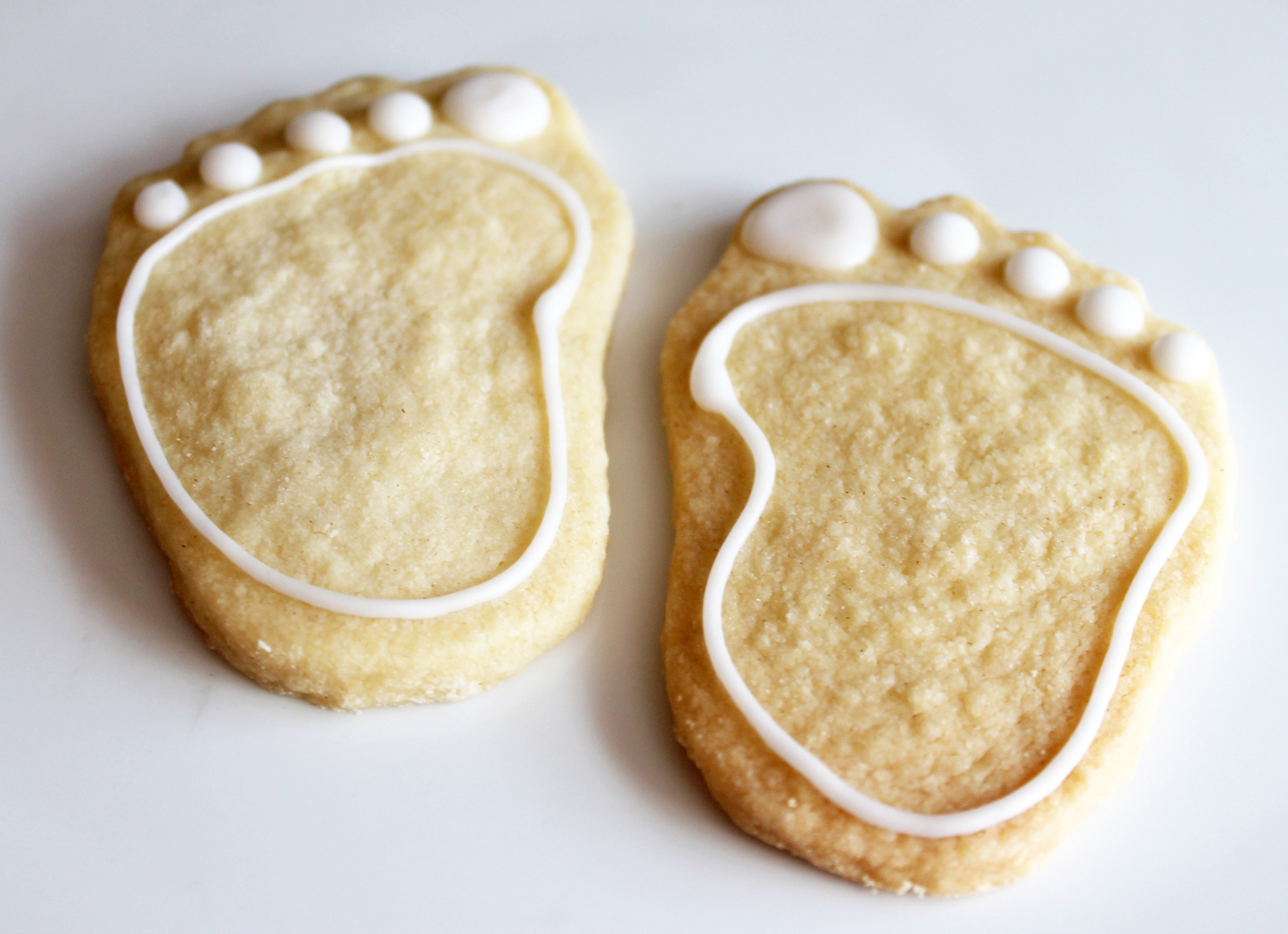
شیرینی‌هایی به شکل جای پای نوزاد، در مراسم Baby shower در انگلستان

حمام زایمان که اخیراً به آن جشن سیسمونی هم می‌گویند، مراسم شادی است که به مناسبت به دنیا آمدن نوزاد و یا قبل از آن برپا می‌شود. می‌توان این جشن را به طور کلی، جشن «پیش‌تولد»  نامید. این مراسم در بسیاری کشورهای غربی  به نام جشن «حمام بچه» (baby shower) مشهور است و قبل از زایمان برگزار می‌شود.

## مراسم سنتی ایران
در ایران در گذشته مادر و فرزند را ده روز پس از تولد با مراسم خاصی به حمام عمومی می‌فرستادند و پس از بازگشت آنها در منزل جشن می‌گرفتند و از آشنایان پذیرایی می‌کردند. رسم بود که اگر فرزند پسر بود پلو ماش می‌پختند و اگر دختر بود باید پلو و عدس تهیه کنند و همراه دیگر غذاها بر سر سفره حاضر کنند. مراسم دیگری از این دست، «جشن سیسمونی» است که در آن وسایلی که برای بچه خریداری شده رونمایی می‌شود. 